# Memo Gidley
José Guillermo "Memo" Gidley (La Paz, 1970) is een Mexicaans-Amerikaans autocoureur. Hij reed in het Champ Car kampioenschap tussen 1999 en 2004.

## Carrière
Gidley reed in 1997 en 1998 in het Atlantic Championship. Het eerste jaar won hij twee races en eindigde op een tweede plaats in de eindstand van het kampioenschap na Alex Barron. In 1998 won hij drie van de eerste vier races van het kampioenschap, maar kon daarna niet meer op een podiumplaats eindigen. Hij werd derde in het kampioenschap.
Tussen 1999 en 2004 reed hij 38 races in de Champ Car en één race in de IndyCar Series. Het Champ Car seizoen van 2001 werd zijn beste seizoen met een tweede plaats tijdens de races op de circuits van Cleveland en Laguna Seca. Vanaf 2005 rijdt hij in de Rolex Sports Car Series. In 2009 rijdt het het kampioenschap in een Dallara-Ford voor het Doran Racing team.
In Januari 2014 raakte Gidley zwaargewond bij een crash op Daytona. 